# فاسيليسا الجميلة
فاسيليسا الجميلة (بالروسية: Василиса Прекрасная) تعرف عموما باسم عروسة فاسيليسا. هي حكاية روسية كتبها ألكسندر أفاناسيف. وقد قام بتجسيد تلك الحكايات الخرافية\ ألكسندر رو في فيلم لعام 1939 وكان هذا أول فيلم يجلب ميزانية ضخمة للاتحاد السوفيتي وأدخلوا بها أفراد رائعين، ويتميز أسلوبها بالتضاد وهوالأسلوب السياسي المفضل حتى هذا الوقت. ويختلف هذا الفيم بشكل كبير عن التاريخ التقليدى المشهور. ومن جانب آخر قامت الكاتبة الأمريكية إليزابيث وينثروب بكتابه كتاب للأطفال وهو فاسيليسا الجميلة وهو عبارة عن حكاية روسية مشهورة التي تسمى Hapercollins لعام 1991 والتي تم شرحها بواسطة ألكسندر كوشكين.

## ملخص
هذه الحكاية هي حكاية تاجر لديه ابنة من زوجته الأولى، وهذه الفتاة عرفت بفاسيليسا الجميلة والتي تعني ملكة في اللغة اليونانية، عندما بلغت الثامنة من عمرها توفت والدتها، وعندما كانت والدتها في فراش الموت أعطتها عروسة مصنوعة من الخشب صغيرة لكي تعطي لها التعليمات الأساسية بدلا من والدتها وقدمت لها فاسيليسا القليل من الشراب والطعام وبدات تواسيها العروسة وتساعدها. وبعد وقت قليل عاد والد فاسيليسا وتزوج سيدة كان لديها فتاتين. وكانت هذه السيدة غاية في القسوة في المعاملة مع فاسيليسا، ولكن مع مساعدة العروسة أصبحت فاسيليسا قادرة على إدراك كل المهام المفروضة عليها وعلى الرغم من أن بعض الشباب حاولوا التودد إلى فاسييسا إلا أن زوجة أبيها رفضتهم جميعا، لأن الكل كان يتقدم إلى فاسيليسا ولا أحد يتقدم إلى الفتاتين الأخرتين. وذات يوم خرج هذا التاجر في رحلة. فقامت زوجته ببيع المنزل وانتقلت هي وكل الفتيات إلى كوخ في الغابات الظليلة. وذات يوم كل فتاة من الفتيات استلمت مهمتها وتم إطفاء كل الأنوار ماعدا شمعة أطفائتها الأخت الكبرى وأرسلت فاسيليسا لكي تبحث عن ضوء لهذا الكوخ (كوخ بابا ياجا Baba yaga). فقامت العروسة بنصح فاسيليسا أن تسير في هذا الطريق وأثناء سيرها، وجدت رجلا غامضا ظل معها حتى طلوع الفجر وكان هذا الرجل يرتدى زياً أبيض ويركب على حصان أبيض ومعداته أيضا بيضاء، وبعد ذلك وجدت رجلا فعل نفس الشيء ولكنه كان يرتدي زياً أحمر ووصل هذا الرجل إلى بيت غريب كان تحت قدميه عظام دجاج وكانت سياج هذا المنزل مصنوعا من العظام البشرية. وأيضا وصل رجل يرتدي زياً أسود فعل مثلما فعل الرجلان الآخران. وذهب إلى فاسيليسا وبدأ الظلام ينتشر في المكان وشكل الجماجم يتالق، فشعرت فاسيليسا بخوف شديد وأثناء هذا أتى بابا ياجا كان في طريقه إلى الوصول إلى مكان الهاون.
فاخذها بابا ياجا في منزله وأعطى لها بعض 3 مهام لكي تقوم بها لكي يعطيها شيئا يقوم بإشعال الضوء في الكوخ الخاص بها وإذا لم توفي بهذه المهام سوف يكون من الواجب عليه قتلها. وكانت أول مهمة، هي أن فاسيليسا تقوم بتنضيف البيت والحديقة وتقوم بتجهيز العشاء وتفصل الحبوب مثل حبوب الذرة والصويا. ورحل بابا ياجا وتركها منفردة وبدأت فاسيليسا تيأس من إنهاء كل هذه المهام. وفي هذه اللحظة بدأت العروسة تنصحها بأنها يجب أن تقوم بإنهاء كل هذه المهام أثناء نوم الطفل. وعندما أشرق الفجر مر مجددا الرجل الذي يرتدي الزي الأبيض، ومؤخرا في منتصف النهار مر الرجل الذي يرتدي الزي الأحمر، وعندما مر الرجل الذي يرتدي الزي الأسود، كان بابا ياجا وصل إلى المنزل ولم يستطع أن يشتكي من فاسيليسا، ولهذا أمر 3 أزواج أن يقوموا بفرك الذرة والحصول على الزيت، وعاد مرة أخرى وأمر فاسيليسا بنفس المهام لليوم التالي وأضاف إليها مهمة أخرى وهي تنضيف بذور الخشخاش من الأتربة.
وفي مرة أخرى، قامت العروسة بفعل كل هذه المهام مع قليل من إعداد الطعام. وفي هذا المساء، أمر بابا ياجا ال 3 أزواج بالحصول على الزيت المتخرج من البذور وسأل الطفل إذا كان يريد أي طلبات منهم.
وبعد ذلك سألته فاسيليسا عن هوية تلك الركاب والسحرة فاجابها وقال لها إن الأبيض يمثل اليوم والأحمر يمثل الشمس والأسود يمثل الليل. وقام بعد ذلك بسؤالها عن سبب نجاحها فقالت له أن هذه نعمة من والدتي فأرسل بابا ياجا معها فأنوسا على شكل جمجمة لكي تضيء الكوخ الخاص بها هي وعائلتها وعندما عادت فاسيليسا إلى الكوخ اكتشفت أنه منذ أن أرسلوها إلى بيت بابا ياجا لم يكونوا قادرين على إشعال أي ضوء في الكوخ حتى اللمبات والشموع التي أحضروها من الخارج أطفات مرة واحدة. وعندما دخلت فاسيليسا حاملة الجمجمة بدأ ضوئها يتحول إلى رماد ويأتي على زوجه أبيها وبناتها. وبعد ذلك قامت فاسيليسا بدفن الجمجمة متبعة تعليماتهم حتى لا تؤذي أحدا. ومؤخرا قامت فاسيليسا بالعمل كمساعدة لمصنعة الملابس للعاصمة الروسية وأثناء عملها كانت غاية في الذكاء وأعجب بها القيصر وبقدرتها الهائلة على الاستيعاب. وانتهت بزفاف القيصر منها.